# Cloelii
Légende :
♦Patricien, ♦Plébéien, ♦Consulaire, ♦Sénatorial, ♦Équestre
Gens et Liste des gentes romaines
Les Cloelii sont les membres d'une gens romaine patricienne originaire d'Albe-la-Longue. Ils seraient arrivés à Rome durant le règne du roi Tullus Hostilius. Les membres les plus connus vivent au début de la République romaine, entre le Ve et le IVe siècle av. J.-C. Ils portent tous le cognomen Siculus qui pourrait se rapporter au peuple des Siculi, ancien peuple italique expulsé de leurs terres qui s'installe en Sicile.

## Principaux membres

### Branches diverses
- Caius Cluilius, dernier roi d'Albe-la-Longue qui meurt durant le règne de Tullus Hostilius.
- Cloelia, dite « Clélie », une des vierges romaines données en otages à Lars Porsenna durant le siège de Rome vers 508 av. J.-C. Elle s'illustre en s'échappant du camp étrusque et en traversant le Tibre à la nage pour regagner Rome.
- Cloelius Gracchus, meneur des Èques en 458 av. J.-C. dont les troupes cernent celles du consul romain Lucius Minucius Esquilinus Augurinus qui est sauvé grâce à l'intervention du dictateur Lucius Quinctius Cincinnatus[a 2],[a 3].
- Cloelius, chef èque qui commande les troupes volsques lors du siège d'Ardea en 443 av. J.-C.. Il est défait par le consul romain Marcus Geganius Macerinus[a 4].
- Cloelius Tullus ou Tullus Cloelius, ambassadeur romain assassiné par les Fidénates en 438 av. J.-C.[a 5]
- Titus Cloelius, triumvir monetalis vers 110 av. J.-C.[1]
  - Titus Cloelius, fils du précédent, triumvir monetalis de Terracina vers 100 av. J.-C.[1] et questeur vers 95 av. J.-C. Il est accusé du meurtre de son père puis est acquitté à l'issue de son procès[a 6].
- Quintus Cloelius, sénateur en 39 av. J.-C. qui a pu être édile ou tribun de la plèbe[2]

### Branche desCloelii Siculi
- Quintus Cloelius Siculus, consul en 498 av. J.-C.
- Titus Cloelius Siculus, tribun consulaire en 444 av. J.-C.
- Publius Cloelius Siculus, tribun consulaire en 378 av. J.-C.
- Quintus Cloelius Siculus, censeur en 378 av. J.-C.
- Publius Cloelius Siculus, rex sacrorum en 180 av. J.-C. Il aurait également été flamen dialis quelque temps avant de renoncer à cette charge à cause d'une irrégularité dans la prise d'auspices[a 7].

## Pour approfondir